# Korabiewice (gmina)
Korabiewice (od 1953 Puszcza Mariańska) – dawna gmina wiejska istniejąca do 1953 roku w woj. warszawskim, a następnie w woj. łódzkim. Nazwa gminy pochodzi od wsi Korabiewice, lecz siedzibą władz gminy była Puszcza Mariańska (początkowo Puszcza Marjańska).
W okresie międzywojennym gmina Korabiewice należała do powiatu skierniewickiego w woj. warszawskim. 1 kwietnia 1939 roku gminę wraz z całym powiatem skierniewickim przeniesiono do woj. łódzkiego.
Po wojnie gmina zachowała przynależność administracyjną. Według stanu z 1 lipca 1952 roku gmina Korabiewice składała się z 40 gromad. 21 września 1953 roku jednostka o nazwie gmina Korabiewice została zniesiona przez przemianowanie na gminę Puszcza Mariańska.